# 라디 자이디
라디 벤 압델마지드 자이디(아랍어: راضي بن عبدالمجيد جعايدي, 영어: Radhi Ben Abdelmajid Jaïdi, 1975년 8월 30일 ~ )는 튀니지의 전 축구 선수로서, 포지션은 센터백이었다.

## 축구인 경력

### 선수 경력
튀니지의 명문 구단 에스페랑스 스포르티브 드 튀니스에서 프로 무대에 데뷔한 이후 10년이 넘는 오랜 기간 동안 활약해오다 잉글랜드의 볼턴 원더러스로 이적하며 잉글랜드에서 활약한 경험이 있는 두 번째 튀니지 선수가 되었다. 2006년 여름 2백만 유로의 이적료와 3년의 계약 기간으로 버밍엄 시티로 이적하였다.
버밍엄 시티와의 계약이 만료되어 자유 이적 신분이 된 후 풋볼 리그 1의 사우샘프턴 입단을 추진하였으나 워크 퍼밋 문제로 1달가량 지체되었다. 2009년 9월 워크 퍼밋 발급 문제가 해결되고 마침내 사우샘프턴 입단에 성공하였다. 그리고 3년간의 활약 후 부상을 이유로 은퇴를 선언했다. 그러나 그는 사우샘프턴을 나가지 않고 국제 개발 부서에서 활동할 것이라고 한다.

### 국가대표 경력
1996년부터 튀니지 축구 국가대표팀에 발탁되기 시작하여 대표팀의 주전 센터백으로 활약하였다. 특히 자국에서 열린 2004년 아프리카 네이션스컵에 출전하여 튀니지 대표팀 역사상 첫 아프리카 네이션스컵 우승에 기여하였다. 한편 튀니지는 2006년 FIFA 월드컵에서 스페인, 우크라이나, 사우디아라비아와 H조에 속했는데, 자이디는 사우디아라비아와의 조별리그 1차전에서 2대 1로 뒤지고 있던 도중 후반전 추가시간에 동점골을 넣었고 극적인 무승부를 이끌었다. 그러나 스페인과 우크라이나에 각각 3대 1, 1대 0으로 패하면서 조별리그에서 탈락하고 말았다.

## 경력
- 1996년 하계 올림픽 국가대표
- 2000년 아프리카 네이션스컵 국가대표
- 2002년 아프리카 네이션스컵 국가대표
- 2002년 FIFA 월드컵 국가대표
- 2004년 아프리카 네이션스컵 국가대표
- 2005년 FIFA 컨페더레이션스컵 국가대표
- 2006년 아프리카 네이션스컵 국가대표
- 2006년 FIFA 월드컵 국가대표
- 2008년 아프리카 네이션스컵 국가대표

## 수상
튀니지
- 2000년 아프리카 네이션스컵 4위
- 2004년 아프리카 네이션스컵 우승

## 같이 보기
- A매치 100경기 이상 출전한 축구 선수 명단